# Vieneseria
S'entén per vieneseria, eixuts o quemullars els productes de fleca elaborats amb una pasta fermentada o fullada, i a la qual s'afegeixen altres ingredients com ara sucre, greixos (mantega, saïm o margarina) llet o ous. Amb un origen en la tradició fornera de Viena, a Àustria, les vieneseries inclouen peces de brioixeria com el croissant, la canya dolça de xocolata o de crema i el pain aux raisins, així com i el pa de Viena i els brioixos.
Les vieneseries van aparèixer entorn del 1840 a París per mà d'August Zang, un oficial austríac que, juntament amb obrers forners vienesos, va obrir una fleca on fabricava un pa fermentat per la primera vegada únicament amb llevats. Aquest nou tipus de panificació va tenir un succés immediat i es va estendre sota el nom de "pa vienès". Es considerava com un pa de luxe i la seva fabricació va restar limitada fins a la seva popularització al segle xx.